# 哆啦A夢百科
《多啦A夢百科》是日本漫画家方倉陽二于1977年到1981年在杂志《龙漫CORO-CORO》上连载的漫画，后来以上下两卷单行本的形式出版，发售量过百万。

## 内容
曾担任藤子·F·不二雄首席助手的方仓在漫画中以其自身视角解说或拓展漫画《哆啦A梦》中的设定，当中引出不少名人登场且风格搞笑。漫画内的一些设定后来甚至被放入正式作品之中，例如哆啦A梦脚底的反重力功能。方倉原創的不少設定長久為讀者接受，其中一些設定直到電影《2112年多啦A夢誕生》出現之後才被改變，例如哆啦A梦变成蓝色的原因，在方仓设定中是因为它被老鼠咬掉耳朵受到惊吓后变色，在《2112年多啦A夢誕生》中则变更为它在耳朵被咬掉后大哭三天三夜，使得身上的黄色油漆脱落所致。

## 出版訊息
- 該漫畫連載於《快樂快樂月刊》，1977年5月15日的創刊號至1981年4月號、前後共在連載35期中連載，但話數則依一話的定義為何而有所不同。（部分單元為附錄於主篇後，部分單元則由連載的好幾話組成）

- 單行本共兩冊，由小學館的てんとう虫コミックス系列中。作者方倉陽二，監修：藤子不二雄。第一冊共收錄11話208頁，1979年11月25日出版，第二冊共收錄19話，192頁，1980年9月25日。兩冊價格均為340日元。單行本仍有八話未收錄，並加上部分未在連載中出現的單元。